# Giovanni Battista Guglielmini

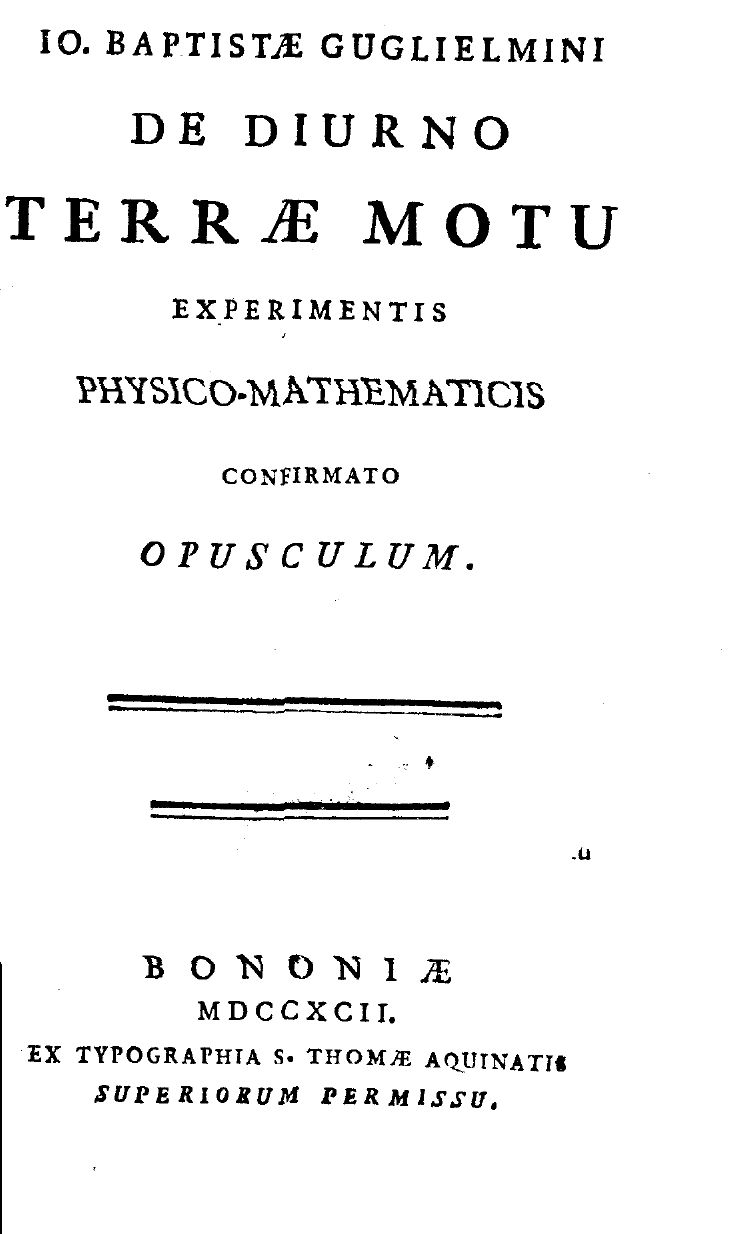
De diurno terrae motu experimentis physico-mathematicis confirmato, 179

Giovanni Battista Guglielmini (Bologna, 19 novembre 1760 – Bologna, 17 dicembre 1817) è stato un fisico e religioso italiano, noto soprattutto per aver conseguito una delle prime prove meccaniche della rotazione terrestre.

## Biografia

### La gioventù
Nato a Bologna nel 1760 da Pietro Antonio Guglielmini ed Elisabetta Musiani, fu il primo di tre figli. Dopo di lui nacquero Rosalia e Teresa. Frequentò il seminario di Bologna e ricevette giovanissimo il titolo di abate. Data la modestia della famiglia, portò avanti gli studi con l'aiuto e la protezione del cardinale Ignazio Gaetano Boncompagni Ludovisi, fino a diplomarsi in filosofia nel 1787, a 27 anni. Presentato dal suo maestro Sebastiano Canterzani, si trasferì a Roma, dove due anni dopo (1789) pubblicò il primo trattato: Riflessioni sopra un nuovo esperimento in prova del diurno moto della Terra.

### L'esperimento dei gravi a Bologna
Aristarco di Samo intorno al III secolo a.C. aveva avanzato supposizioni sul possibile moto di rotazione della Terra; ma le prime prove fisiche della rotazione  terrestre risalgono alla fine del Settecento, e una la si deve a Guglielmini. Egli, infatti, tornato a Bologna nel 1790, potendo contare sulla collaborazione di molti amici e colleghi dell'Accademia delle scienze, mise a punto un esperimento: fece cadere sfere di piombo dal diametro di un pollice dalla Torre degli Asinelli, alta 97 metri. Vide che le sfere erano regolarmente deviate verso est di circa 1,7 cm. L'esperimento fu ripetuto molte volte, data l'incertezza delle condizioni iniziali (le sfere dovevano essere immobili prima del lancio) e le deviazioni dovute al vento. Prima della Torre degli Asinelli Guglielmini effettuò l'esperimento nella torre della Specola di Palazzo Poggi sempre a Bologna. Guglielmini spiegò i risultati dell'esperimento in questo modo: se il grave fosse stato soggetto alla sola forza di gravità, esso sarebbe caduto secondo la verticale, ma, poiché la Terra ruota su se stessa attorno al proprio asse da ovest verso est, il corpo in caduta percorre una traiettoria deviata verso est, dalla Terra in questo movimento, possedendo, prima di cadere, una propria velocità lineare di rotazione, rappresentata da un vettore con direzione orizzontale e modulo che aumenta in relazione alla quota del luogo e decresce con l'aumentare della latitudine del luogo (ai Poli è nulla). Per quest'ultima ragione, un corpo che si trovi alla sommità di una torre cadrà al suolo (deviato verso est) più velocemente di un corpo che si trovi alla sua base, in quanto la sua distanza dall'asse di rotazione terrestre è maggiore; e siccome la sfera di Guglielmini, come qualsiasi altro corpo sulla terra, tende a mantenere per inerzia la propria velocità di rotazione iniziale, ecco che giunge al suolo leggermente deviata verso est rispetto alla verticale.
Guglielmini raccolse i risultati dell'esperimento nell'opuscolo De diurno Terrae Motu del 1792, che fu ampiamente diffuso nel mondo scientifico.

### Gli ultimi anni
Due anni dopo l'esperienza, Guglielmini fu nominato professore di matematica all'Università di Bologna, posto che conservò per ventitré anni. Nel 1801 ottenne anche la cattedra di astronomia, e durante l'anno scolastico 1814-15, ricoprì anche la carica di rettore dell'università. Dal 1802 al 1810 Guglielmini prese parte ai lavori sulla rete idrica della città di Bologna.
Morì il 17 dicembre 1817, consumato da una lenta malattia. Nel 1837  Bologna gli dedicò una statua di marmo nel cimitero cittadino.

## Opere
- (LA) De diurno terrae motu experimentis physico-mathematicis confirmato, Bologna, Stamperia di S. Tommaso d'Aquino, 1792.